# Seseña
Seseña è un comune spagnolo situato nella comunità autonoma di Castiglia-La Mancia di 28 102 abitanti (2022).
La città ospita una vasta urbanizzazione chiamata El Quiñón - Residencial Francisco Hernando, che a causa dell'ampio invenduto è diventata il simbolo del fallimentare boom edilizio spagnolo durante la crisi economica 2008-2013.
Il 13 maggio 2016 un incendio si sprigiona presso un gigantesco deposito illegale di pneumatici, producendo una colonna di fumo visibile fino alla città di Madrid e determinando una catastrofe ambientale.